# Стела Чиленто
Стѐла Чилѐнто (на италиански: Stella Cilento) е село и община в Южна Италия, провинция Салерно, регион Кампания. Разположено е на 386 m надморска височина. Населението на общината е 785 души (към 2010 г.).